# (200188) 1999 RL93
(200188) 1999 RL93 es un asteroide perteneciente al cinturón de asteroides, descubierto el 7 de septiembre de 1999 por el equipo del Lincoln Near-Earth Asteroid Research desde el Laboratorio Lincoln, Socorro, Nuevo México.

## Designación y nombre
Designado provisionalmente como 1999 RL93.

## Características orbitales
1999 RL93 está situado a una distancia media del Sol de 2,653 ua, pudiendo alejarse hasta 2,931 ua y acercarse hasta 2,374 ua. Su excentricidad es 0,104 y la inclinación orbital 13,54 grados. Emplea 1578,53 días en completar una órbita alrededor del Sol.

## Características físicas
La magnitud absoluta de 1999 RL93 es 16.